# ジャパンコンソーシアム
ジャパンコンソーシアム（英語: Japan Consortium）は、日本国内外で行われる世界的なスポーツイベントにおいて、日本の放送機関である日本放送協会（NHK）と民間放送（民放）各社がその枠組みを超えて共同制作する放送機構。
オリンピック・ユースオリンピック・パラリンピック・アジア競技大会・ワールドゲームズ・FISUワールドユニバーシティゲームズ・FIFAワールドカップ・ラグビーワールドカップ等でコンソーシアムが組まれている。
NHKと日本民間放送連盟加盟各社と日本民間放送連盟（民放連）で構成されており、一部の後発局やコミュニティ放送は参加していない。
通常J-WAVEをネットしているコミュニティ放送局でも、中継の間は別番組に差し替えている。なお五輪時の映像はオリンピック放送機構（OBS）が配信する。
略称は英称の頭文字から「JC」とされており、以下の本文では必要に応じて、片仮名表記と略称を併用する。

## 設立の背景
1952年のヘルシンキオリンピックなど、以前から夏季オリンピックはNHKと民放連が設立したJSNP（ジャパン・サテライト・ニュース・プール）が共同で中継を行っていたが、1980年のモスクワ大会ではテレビ朝日が単独で放映権を獲得したことが波紋を呼んだ。これをきっかけに放映権料の互助負担と、過度な値上がりの抑制や共同取材を目的として、1984年より共同取材組織の「ジャパンプール」（Japan Pool、共同製作機構）が、NHKと民間放送が系列の枠組みを超えて日本国内における夏季オリンピックの中継放映（放送）権を獲得した。なお1996年のアトランタオリンピック以降は、海外スポーツ中継専門の共同取材組織「ジャパンコンソーシアム」を結成している。なおジャパンプールは、天皇・内閣総理大臣・国務大臣の海外訪問や主要国首脳会議等で、海外共同取材を行う際に結成される組織である。
その後、1998年の長野大会から冬季オリンピック、2002年の日韓大会からFIFAワールドカップも、それまでのNHKによる独占中継からジャパンコンソーシアムによる共同放送へ移行した。この背景には現地のスタッフ不足を補完する目的のほか、近年の放映権料高騰がある。しかし、1984年のサラエボオリンピック（冬季）以降、世界的に放映権料は増加の一途をたどり、2010・2012年の2大会分の放送権買い上げの交渉の際にジャパンコンソーシアムのメンバーから「『買わない』という選択肢もあるのではないか」という意見もあったという。またアジア太平洋放送連合（ABU）では1996年の香港総会で、スポーツの放映権高騰に懸念を示し「スポーツ放送権高騰問題についての声明」を決議している。
なお、ラジオの冬季オリンピック中継については、かつては民放ラジオ局も中継を行っていたが、前述の長野大会を除き、現在はNHKのみとなっており、実況もすべてNHKのアナウンサーが担当している。テレビ中継とは異なり各競技ごとの解説者を置かない場合もあり、この場合はアナウンサーが競技の解説も兼務する。2006年のトリノオリンピックでは、一部テレビの実況音源を2次利用していた。放送は東京のNHKラジオセンター131スタジオと現地を直接結んで行われる。
NHKラジオ第1放送でのFIFAワールドカップ中継はジャパンコンソーシアムの中継を受けず、NHKが独自に制作・放送している。東京の131スタジオで現地の国際映像を見ながらアナウンサーと解説者が実況する（オフチューブ形式）。

## 放映権料
有料放送権は含まず。2010年以降は、テレビ・ラジオ放送権の他にインターネット・携帯電話などへの配信権も含む。
| 季節 | 開催年 | 大会                                       | 放映権料                    | 取得者                 |
| ---- | ------ | ------------------------------------------ | --------------------------- | ---------------------- |
| 夏季 | 1960年 | ローマオリンピック                         | 5万ドル（1,800万円）        | NHK                    |
| 夏季 | 1964年 | 東京オリンピック                           | 50万ドル（1.8億円）         | NHK                    |
| 夏季 | 1968年 | メキシコシティオリンピック                 | 60万ドル（2.2億円）         | NHK                    |
| 冬季 | 1972年 | 札幌オリンピック                           | 53万ドル（1.9億円）         | NHK                    |
| 夏季 | 1972年 | ミュンヘンオリンピック                     | 105万ドル（3.8億円）        | NHK                    |
| 夏季 | 1976年 | モントリオールオリンピック                 | 130万ドル（3.9億円）        | JSNP                   |
| 夏季 | 1980年 | モスクワオリンピック                       | 850万ドル（18.7億円）       | テレビ朝日             |
| 夏季 | 1984年 | ロサンゼルスオリンピック                   | 1,850万ドル（46.3億円）     | ジャパンプール         |
| 夏季 | 1988年 | ソウルオリンピック                         | 5,000万ドル（77.5億円）     | ジャパンプール         |
| 夏季 | 1992年 | バルセロナオリンピック                     | 5,750万ドル（88億円）       | ジャパンプール         |
| 冬季 | 1994年 | リレハンメルオリンピック                   | 1,270万ドル                 | NHK                    |
| 夏季 | 1996年 | アトランタオリンピック                     | 9,950万ドル（104.5億円）    | ジャパンコンソーシアム |
| 冬季 | 1998年 | 長野オリンピック                           | 3,700万ドル（39億円）       | ジャパンコンソーシアム |
| 夏季 | 2000年 | シドニーオリンピック                       | 1億3,500万ドル（142.7億円） | ジャパンコンソーシアム |
| 冬季 | 2002年 | ソルトレイクシティオリンピック             | 3,700万ドル（49億4000万円） | ジャパンコンソーシアム |
| 夏季 | 2004年 | アテネオリンピック                         | 1億5,500万ドル（170.5億円） | ジャパンコンソーシアム |
| 冬季 | 2006年 | トリノオリンピック                         | 45億3,000万円               | ジャパンコンソーシアム |
| 夏季 | 2008年 | 北京オリンピック                           | 1億8,000万ドル（198億円）   | ジャパンコンソーシアム |
| 冬季 | 2010年 | バンクーバーオリンピック                   | 325億円（日本円建て）       | ジャパンコンソーシアム |
| 夏季 | 2012年 | ロンドンオリンピック                       | 325億円（日本円建て）       | ジャパンコンソーシアム |
| 冬季 | 2014年 | ソチオリンピック                           | 360億円（日本円建て）       | ジャパンコンソーシアム |
| 夏季 | 2016年 | リオデジャネイロオリンピック               | 360億円（日本円建て）       | ジャパンコンソーシアム |
| 冬季 | 2018年 | 平昌オリンピック                           | 660億円（日本円建て）       | ジャパンコンソーシアム |
| 夏季 | 2020年 | 東京オリンピック                           | 660億円（日本円建て）       | ジャパンコンソーシアム |
| 冬季 | 2022年 | 北京オリンピック                           | 440億円（日本円建て）       | ジャパンコンソーシアム |
| 夏季 | 2024年 | パリオリンピック                           | 440億円（日本円建て）       | ジャパンコンソーシアム |
| 冬季 | 2026年 | ミラノ・コルティナダンペッツォオリンピック | 475億円（日本円建て）       | ジャパンコンソーシアム |
| 夏季 | 2028年 | ロサンゼルスオリンピック                   | 475億円（日本円建て）       | ジャパンコンソーシアム |
| 冬季 | 2030年 | フランスアルプスオリンピック               | 500億円（日本円建て）       | ジャパンコンソーシアム |
| 夏季 | 2032年 | ブリスベンオリンピック                     | 500億円（日本円建て）       | ジャパンコンソーシアム |

備考
オリンピックの放映権は、国際オリンピック委員会からジャパンコンソーシアムが冬季・夏季の2大会ごとに直接購入している。かつては2000年のシドニーオリンピックから2008年の北京オリンピックまでの冬季オリンピックを含む5大会分を一括で購入しており、5億4550万ドル（当時のレートで約650億円）であった。
なお放映権料の負担割合は、1976年のモントリオールオリンピックではNHKが86.7%、日本民間放送連盟が13.3%で、1988年のソウルオリンピックから2000年のシドニーオリンピックではNHKが80%、日本民間放送連盟が20%。また2004年のアテネオリンピックではNHKが75%、日本民間放送連盟が25%であった。しかし一連のNHKの不祥事を理由としたNHK受信料不払い世帯の増加による減収と、以前からNHKの負担割合が大きすぎるのではないかとの議論があったことから、2006年のトリノオリンピック以降はNHKが70%、日本民間放送連盟が30%となっている。
| 開催年 | 大会             | 放映権料 （推定額・日本円換算）                      | 取得者                                                                                     |
| ------ | ---------------- | ---------------------------------------------------- | ------------------------------------------------------------------------------------------ |
| 1970年 | メキシコ大会     |                                                      | 東京12チャンネル（現・テレビ東京）                                                         |
| 1974年 | 西ドイツ大会     | 940万円                                              | 東京12チャンネル（現・テレビ東京）                                                         |
| 1978年 | アルゼンチン大会 | 1,600万円                                            | NHK                                                                                        |
| 1982年 | スペイン大会     | 2,900万円                                            | NHK                                                                                        |
| 1986年 | メキシコ大会     | 3,100万円                                            | NHK                                                                                        |
| 1990年 | イタリア大会     | 6億円                                                | NHK                                                                                        |
| 1994年 | アメリカ大会     | 6億円                                                | NHK                                                                                        |
| 1998年 | フランス大会     | 5億5,000万円                                         | NHK                                                                                        |
| 2002年 | 日韓大会         | 65億円(40試合 無料放送権) 120億円(64試合 有料放送権) | ジャパンコンソーシアム（無料放送権） スカイパーフェクト コミュニケーションズ（有料放送権） |
| 2006年 | ドイツ大会       | 160億円                                              | ジャパンコンソーシアム・ スカイパーフェクト コミュニケーションズ                           |
| 2010年 | 南アフリカ大会   | 200億円                                              | ジャパンコンソーシアム・ スカイパーフェクト コミュニケーションズ                           |
| 2014年 | ブラジル大会     | 400億円（64試合 無料放送権）                         | ジャパンコンソーシアム                                                                     |
| 2018年 | ロシア大会       | 600億円（64試合 無料放送権・インターネット配信権）   | ジャパンコンソーシアム                                                                     |
| 2022年 | カタール大会     | 180億円～200億円以上                                 | NHK・テレビ朝日・フジテレビジョン・ABEMA                                                   |

ワールドカップを含む国際サッカー連盟主催試合の放送権は、1978年から1998年まではアジア太平洋放送連合を介しており、国際サッカー連盟（FIFA）としても世界各国にサッカーを普及させたいという狙いから安価で購入できた。しかし、自国開催となった2002年の日韓大会からは、当時ヨーロッパでは有料衛星放送での放映権争奪戦の影響でUEFAチャンピオンズリーグなどのサッカー放送権が急騰していたことにより、FIFAが放送権料収入を重視した入札制に転換。そのため、日本の放送権料も、前大会と比べて約20倍に急騰した。また、2007年から2014年分までアジア地域向けの放映権（テレビ・ラジオ・ブロードバンド・インターネット・携帯電話）の販売をインターナショナル・スポーツ・アンド・レジャー（ISL）が独占契約したため、Infront Sports & Media AGと電通の合弁会社であるFootball Media Services Pte. Ltd.を介して購入した。
1998年のフランス大会ではNHKが放映権を取得していたが、一部の試合に限ってニッポン放送にラジオ放送権のサブライセンスを与えたため、NRN系の民放ラジオ各局でも5試合の中継が行われた。
なお、放映権料の負担割合は、2002年の日韓大会ではNHKが60%、日本民間放送連盟が40%である。

## 中継の体制
ジャパンコンソーシアムの業務は、現地の関係各所への折衝、現地で借用する機材の調達、ホストブロードキャスターが制作した国際映像の分配、日本独自カメラの運用、国際伝送回線の調達・管理、各社の競技中継の割り当て変更の折衝、事務作業などが中心。
同じように「ジャパンコンソーシアム」を結成した場合でも、地理的条件などによって体制が異なることがある。

### オリンピック中継
オリンピックのような総合競技大会では、実況を担当するアナウンサーには各競技についての一定以上の知識が要求されることもあって、アナウンサーの割り当てに際してはNHKと民放各局から派遣されたアナウンサーがそれまでの実況経験等を勘案して系列の枠組みに関係なく担当する競技を割り当てている。一方で各競技の放送は、種目ごとの偏りを防ぐために種目別ではなく放送日時ごとに割り当てているため、所属する系列とは異なる放送局のアナウンサーが実況する場合も多い。このこともあり番組フォーマットや言葉遣いの統一ルールがあったり、実況を担当する各アナウンサーの所属放送局は一切出さないことになっている。なお、実況に関しては後述の問題や批判も度々発生している。
JCとしての合同スタッフとは別に、各放送局はそれぞれに、番組の進行や競技解説を担当するアナウンサーや専門解説者を現地会場の国際放送センターに派遣したり、東京のスタジオに待機させたりしている。NHKの場合、2012年のロンドン、2016年のリオ五輪では、現地の競技時間に合わせて解説を担当する2-3名程度のアナウンサーを国際放送センターに派遣。これとは別に、ゴールデン・プライムタイムのハイライトやBS1の全種目生中継に対応するための東京のスタジオ担当アナ数名が交代で出演している。
全国独立放送協議会加盟のテレビ局も日本民間放送連盟の一員であることから、ジャパンコンソーシアムに加盟している。これらの放送局では、原則としてキー局と同じ時間帯に並立放送を行い（CMもスポンサードネット扱いで放送）、キー局のうち1枠または2枠を選択して放送している（ただし、1980年代までは並立放送の枠がかなり多かった）。どのキー局をネットするかについては特に定まっておらず、放送時間や制作を担当する放送局との兼ね合いからその都度決定される。
ただし、2008年の北京オリンピックは近畿地区（KBS京都・サンテレビ・びわ湖放送・奈良テレビ放送・テレビ和歌山）のみ朝日放送の全国高校野球選手権大会中継をリレー中継しているため、準々決勝以降の放送日へ移動している。これは平日と日曜日は11:40から14:10まで高校野球中継を中断し、テレビ朝日制作番組や各局の自社制作番組を優先放送しているため（土曜は11:45から12:00の「ANNニュース」が中断されるのみ）。
2002年（ソルトレークシティオリンピック）以降、オリンピック中継はBSデジタル放送でも放送しているが、2010年（バンクーバーオリンピック）以降、日本民間放送連盟に加盟している地上波民放系BS5局では地上波の放送後に撮って出し方式で遅れ放送している。
2008年（北京オリンピック）以降は、テレビで放送されない競技をライブストリーミングで無料配信するようになり、多くの競技がリアルタイムで視聴可能となった（前述のとおり実況音声は一切入らず、現地音声のみ）。
2021年（東京2020オリンピック）では視聴者の利便性を図る目的で特定日に行われる競技を1つの民放テレビ局（系列）に集中させ、ハイライト番組を含め、朝から深夜2時までのほぼ終日放送させる試みが行われた。具体的には、毎日早朝から深夜・翌日未明までの16時間以上に渡る長時間大型放送日を各放送局ごとに割り当てて、当日の日本選手や、注目選手、種目をまとめて生放送する他、『東京五輪プレミアム』と銘打った放送日付上当日の全種目のハイライト中継も行った。また、地上波民放系のBS4K5局でも一部の競技を4K画質にて生中継を行い、2022年の北京オリンピックでも同様の措置が行われた。
なお、NHKや民放連に加盟していないテレビ局がジャパンコンソーシアムからサブライセンスを得た上で一部の競技中継を放送するケースもある。2016年のリオデジャネイロオリンピック以降はケーブルテレビ局のジュピターテレコム（J:COM）が、2021年の東京オリンピック以降ではグリーンチャンネルが、それぞれJCからサブライセンスを得て、一部競技の無料放送を実施した。
民放ラジオでは2008年の北京オリンピックまで一部の競技 で全局同時実況中継を実施していたが、2012年のロンドンオリンピックでは全局同時実況中継がなくなり、実況中継の放送は各局の判断（任意ネット）となった。そのため、ロンドンオリンピックは実況中継は在京局中心の放送となり、多くの放送局では全局へ配信される民放ラジオ統一番組 を除き放送しなくなった。この体制は2016年のリオデジャネイロオリンピックも同様である。2021年に行われた東京2020オリンピックでは男子マラソンの実況中継を民放ラジオ全99局が同時放送を行い、13年ぶりにオリンピックの全局同時実況中継が復活することになった。
なお、NHKにおけるラジオ中継は、夏季大会はテレビと同じく現地に派遣されたNHK・民放のアナウンサー・解説者の連合チームで担当しているが、冬季はNHK独自の放送となっており、自国開催で夏季と同様の民放との合同体制である1972年札幌オリンピックと1998年長野オリンピックを除き、アナウンサー、解説者はJCとは別に派遣されたラジオ専従のスタッフが担当する。2022年北京冬季五輪では、一部の種目では、総合テレビのハイライト出演の都合により、実況者だけを現地に出向かせて、専門解説者は東京のスタジオからのカラ出張出演となった例があった。
2024年パリ夏季五輪は、放映権料高騰により、民放ラジオ局での放送、及びジャパンコンソーシアムへのスタッフ派遣はされない事となり、NHKでの単独放送となった。

### パラリンピック中継
オリンピックと並行して開催され、同じOBSが製作しているパラリンピックについては放映権が異なるため、ジャパンコンソーシアムとは別の放送事業者が獲得しており、2008年の北京パラリンピックから2016年のリオデジャネイロパラリンピックまではスカパーJSATが放映権を獲得し、専門チャンネルやBSスカパー!などで競技中継を放送した。
2018年の平昌パラリンピックから2024年のパリパラリンピックまではNHKが日本国内における全てのメディア放映権を独占で獲得している。この様な事情から、民放などといった、NHK・スカパー!以外の放送局において同大会が放映されることは長らくなかったが、2021年の東京2020パラリンピックではJ:COM（現・JCOM）とグリーンチャンネルに加え、民放連加盟各局もNHKからサブライセンスを獲得した上で各キー局が1種目ずつ番組を制作して放送した。

2024年のパリパラリンピックでもグリーンチャンネルとJCOMがNHKからからサブライセンスを獲得した上で一部の競技中継を放映するほか、国際パラリンピック委員会（IPC）も独自にYouTubeにおいて、全競技のライブ中継を行う予定。

### FIFAワールドカップ中継
2002年日韓大会以降のFIFAワールドカップ中継では、前もって試合ごとに中継する系列が割り当てられており、映像は各局とも国際映像を使用するが、実況・解説は地上波で担当する系列局が派遣したアナウンサー・解説者が行っている。また、各局がダイジェスト番組を放送する場合も実況の差し替えは行わず、中継時のアナウンスをそのまま使用するのが基本となっている。また、ニュースなどで実況映像を使用する場合、中継時の実況音声 を使うか、実況の差し替えを行うかは、各放送局の判断にまかされている。
オリンピック中継における放送局ごとの中継分担は原則としてNHKと民放の話し合いのみで決めるが、FIFAワールドカップ中継では、まずNHKと民放の話し合いで分担を決めた後、民放ではキー局がくじ引きで決められた順番に、希望する試合を選択する。
なお、2002年の民放によるFIFAワールドカップ中継は、一部を除き地上波と系列BS局が同時放送（但し、出演者は異なる）していたが、2006年大会以降は地上波での放送後に系列BS局が時差放送している。
ラジオ放送については民放はテレビとは異なり全局共通の内容であるが、NHKはJCの実況は使わず解説部分をオフチューブで現地の映像を見ながら東京のスタジオで差し替えている。
またワールドカップについて民放では、スポーツ中継の経験が豊富なTBSラジオ・文化放送・ニッポン放送の三社が持ち回りでラジオ実況の制作本部をつとめ、制作本部となった放送局で番組を制作し、民放ラジオ局各局へ伝送される。なお実況にあたっては、民放テレビ中継の幹事社が提供した中継映像を見ながらオフチューブで行われる。
2014 FIFAワールドカップでは、ホストブロードキャスターが制作した複数の国際映像と、日本独自カメラの映像（ジャパンコンソーシアム手配）が、国際放送センターに設置されているジャパンコンソーシアムのブース内の日本放送協会（NHK）・日本民間放送連盟（民放連　在京キー局各社からの応援スタッフで構成）・日本テレビ放送網・テレビ朝日・TBSテレビ・テレビ東京・フジテレビジョンの各社の部屋に送られる。そこで各社は、会場内のスタジオ・各国共用の中継スペースからの映像や町中からのレポート（いずれも各社手配）の映像・音声などを加えて編集。日本への伝送は、NHK・民放連はNHK手配の回線で、民放各局はジャパンコンソーシアム手配の国際回線で行われ、各局は国内でさらに編集を加えて放送する。なお民放ラジオ放送では、民放テレビ中継の幹事局 テレビ朝日が制作した映像を見ながら、制作本部である文化放送の第1スタジオで番組を制作し、文化放送から民放AM・FM各局に伝送した。
2022 FIFAワールドカップでは放映権の高騰が顕在化し、FIFAの放映権窓口である電通とジャパンコンソーシアムとの放映権の交渉が難航。その結果、日本テレビとTBS、テレビ東京が本大会の中継から撤退し、NHK、テレビ朝日、フジテレビの3社に加え、動画配信を手がけるABEMAが放映権を取得（FIFAワールドカップ カタール2022 (ABEMA)参照）、FIFAワールドカップ中継におけるジャパンコンソーシアムの枠組みが崩れることになった。また、ラジオ放送についてもNHKが日本代表戦等一部試合を放送する形となり、従前のジャパンコンソーシアムによる民放共同制作が行われない事となった。

### ラグビーワールドカップ中継
現在番組を制作しているのはNHKと日本テレビである。かつてはTBSテレビとテレビ東京も加わっていた。ラジオ中継は文化放送とニッポン放送を中心に放送している。

### アジア競技大会中継
番組を制作するのはアジア太平洋放送連合正会員であるNHKとTBSテレビの2局のみであり、また開催地が地理的に日本に近いことから機材や伝送回線の調達・管理は各社で行っているため、関係各所への折衝・事務作業などコンソーシアムとしての基本的な業務が中心となる。
2022年の杭州大会はNHKが制作・放送から撤退したため、TBSテレビが放送枠を増枠して独占放送とした。

### その他の中継
番組を制作するのはNHKを中心としている。日本での開催の場合、1995年夏季ユニバ大会の場合、一部競技を民放で放送した。

### 協賛スポンサー・クロスネットなどの扱い
民放各局は、JC共通の協賛スポンサーが時間ごとに割り当てて番組提供を行う。一部の地方局などクロスネット局では、原則としてその時間に主として放送しているネット局の中継を放送するが、系列の違う後番組を考慮して中継しない場合もある。
またFIFAワールドカップで日本が出場する試合、夏季オリンピックで女子マラソンを民放が放映する場合は、系列局の存在しない地域向けに系列の枠を超えて生中継することが通例となっている。そのため、広域圏を除き、民放が1局しかない四国放送とサガテレビでは、FIFAワールドカップで民放が放送する日本代表戦や女子マラソンはすべて放送している。なお、前述のとおり、2022 FIFAワールドカップではJCとして放送しないため、テレビ朝日系列・フジテレビ系列で放送する日本代表戦も通常のネット番組と同じ扱いとなり、放送を行わない地域が生じている。
なお、中継では一部の例外を除き60秒以上のスポンサードであるため協賛社読み上げが行われる。また、深夜・早朝に行われる10分程度のハイライト番組（一部のスポーツニュース・情報番組への内包コーナー扱いも含む）についてもJC共通協賛社が日に3-4社程度（一部パーティシペーションで協賛表示なしのスポンサー有り）提供されているが、これらは30秒スポンサーで「ご覧のスポンサー」扱いとなる。
2021年の東京2020大会では、野球・ソフトボール競技の侍ジャパン出場試合でNHK R1と一部民放ラジオ局の並列放送が行われ、民放がNHKに合わせる形で競技放送中一切のCMを流さず、タイムスポンサーも設けなかった例もある。

## 加盟している放送局

### オリンピック・FIFAワールドカップ

#### テレビ
WOWOWは、かつては有料放送権を取得して有料放送を行っていた事もあったが、現在はジャパンコンソーシアムとしてノースクランブルで放送。デジタル放送ではノースクランブル（無料）放送のみ。アナログ放送（スカパー!の再送信を含む）は別番組に差し替え。BS11は2010年4月に、ブロードキャスト・サテライト・ディズニーとJ SPORTSは2012年5月に日本民間放送連盟へ準会員として加盟したが、現在のところJCには参加していない。
- NHK
  - 主に総合・NHK BS[注釈 21]で放送。教育テレビ（現・Eテレ）でも総合テレビとのリレー放送を行う場合がある[注釈 22]。2021年の東京2020オリンピックよりBS4K・BS8Kでも放送。
    - 但し、国会にて衆参の本会議（会期冒頭の総理大臣の演説、代表質問、重要法案の審議など）や予算委員会（総理大臣出席時の集中審議等）及び参議院の決算委員会等が行われる場合は、法令により国会中継の放送が最優先される。
    - 国政選挙が実施される場合も、公職選挙法の規定により、政見放送・開票速報が最優先される。
    - 気象業務法第15条および、気象業務法施行令第8条と第9条に基づき何らかの特別警報・警報[注釈 23]が発令された際は、災害対策基本法第54条から第57条の規定により、警報の伝達・周知の義務があるため報道特別番組の放送が優先される[注釈 24]。
- 日本民間放送連盟加盟局
  - 日本テレビ系列（NNN・NNS）加盟各局
    - 日本テレビ、BS日テレ、読売テレビなど

  - テレビ朝日系列（ANN）加盟各局
    - テレビ朝日、BS朝日、朝日放送テレビなど

  - TBS系列（JNN）加盟各局
    - TBSテレビ、BS-TBS、毎日放送など

  - テレビ東京系列（TXN）加盟各局
    - テレビ東京、BSテレ東、テレビ大阪など

  - フジテレビ系列（FNN・FNS）加盟各局
    - フジテレビ、BSフジ、関西テレビなど

  - 全国独立放送協議会(JAITS)加盟各局
    - TOKYO MX、BS11など

  - WOWOW（FIFAワールドカップのみ参加）
- サブライセンス締結局
  - J:COM（2016年のリオデジャネイロ大会以降。2021年の東京大会からはパラリンピックも放送）[34][42]
  - グリーンチャンネル（2021年の東京五輪とパラリンピック､2024年パリ五輪において、馬術競技を放送）[35][43][59]。

#### ラジオ
日本民間放送連盟加盟社で費用を分担している関係で、かつて民放ラジオ局では特定の試合や系列ごとに指定した試合を、全国同時放送することを義務づけていた時期があった。
その後、注目度が高い競技・試合に限る、「民放ラジオ統一実況中継放送」として全国共通番組化される、国際映像・国際音声を使って日本国内で番組を制作する（オフチューブ）など、制作体制が大幅に縮小されたため、放送の有無は各局の任意となっている。
なお民放ラジオ統一番組（宣伝番組・リポート番組・ハイライト番組）については、毎日指定された時間帯の中で必ず放送することが義務付けられている。
- NHK
  - ラジオ第1放送、NHK-FM[注釈 26]。
    - 2012年のロンドンオリンピック以降ではNHKネットラジオ らじる★らじるでもラジオ放送と同時配信される。
    - 2018年平昌オリンピックでは一部地域実験配信中の民放ラジオポータルサイト「radiko」でも同時配信。
    - ただし、途中で飛び乗り・飛び降りする場合がある。冬季オリンピックは長野大会を除きNHKが独占放送。
    - 国会・国政選挙時の優先権はテレビに準ずる。
- 日本民間放送連盟加盟局 -  TBSラジオ・文化放送・ニッポン放送・のいずれか1社が制作局となり、各ネットワーク・各局に配信する[61]。
  - JRN加盟各局
    - TBSラジオなど

  - NRN加盟各局
    - 文化放送、ニッポン放送など

  - JFN加盟各局
    - TOKYO FMなど

  - JFL加盟各局
    - J-WAVEなど

  - MegaNet加盟各局
    - InterFM897など

  - 独立ラジオ放送局
    - ラジオ日本など

  - ラジオNIKKEI（原則として不参加）

ミュージックバードは民放連に加盟しているが、有料会員制放送であることに加え、一般受信機で聴くことができないため、JCに参加してはいない。なお、母体のTOKYO FMとJFN系列局が参加している。

#### 過去に放送していた放送局
- mmbi（NOTTV、2012年夏季五輪、2014年冬季五輪）[注釈 27]

### ラグビーワールドカップ
放送権は、下記の2局が持っている。

#### テレビ
- NHK （2003、2007、2011年は制作せず）
- 日本テレビ（2007年以降放映）

過去の中継局
- TBSテレビ（1987年）
- テレビ東京（2003年）

#### ラジオ
放送権は、下記の2局が持っている。
- 文化放送（1999年、2019年）
- ニッポン放送（2019年、2023年）

### アジア競技大会
放送権は、日本ではアジア太平洋放送連合正会員の、下記の2局が持っている。

#### テレビ
- NHK（2022年は制作せず）
- TBSテレビ（2022年は独占制作・放送）

## オリンピック担当アナウンサー

### 夏季

#### アトランタ五輪（1996年）
テレビ中継担当
- NHK - 秋山浩志、石川洋、緒方喜治、刈屋富士雄、工藤三郎、斎藤洋一郎、島村俊治、野地俊二、藤井康生、道谷眞平、森中直樹、山本浩/草野満代(開・閉会式アシスタント)
- 日本テレビ - 小川光明
- TBS - 松下賢次
- フジテレビ - 近藤雄介、田中亮介
- テレビ朝日 - 宮嶋泰子、森下桂吉
- 朝日放送 - 楠淳生
- テレビ東京 - 久保田光彦

ラジオ中継担当
- NHK - 野瀬正夫、福澤浩行
- TBSラジオ - 中村秀昭
- 文化放送 - 鈴木光裕
- ニッポン放送 - 深山計、森田耕次（リポーターのみ）

#### シドニーオリンピック（2000年）
テレビ中継担当
- NHK - 秋山浩志、石川洋、岩佐英治、刈屋富士雄、工藤三郎、竹林宏、中村泰人、野地俊二、福澤浩行、藤井康生、道谷眞平、森中直樹、山本浩、高山典久(総集編)、松本和也(パラリンピック開・閉会式のみ)/有働由美子(開・閉会式アシスタント)・久保純子(総集編)
- 日本テレビ - 長谷川憲司、船越雅史
- TBS - 林正浩、清水大輔
- フジテレビ - 野崎昌一、塩原恒夫
- テレビ朝日 - 田畑祐一、森下桂吉
- 朝日放送 - 中邨雄二(リポーターのみ)
- テレビ東京 - 四家秀治

ラジオ中継担当
- NHK - 小池隆俊、近藤冨士雄
- TBSラジオ - 椎野茂
- 文化放送 - 長谷川太
- ニッポン放送 - 師岡正雄

#### アテネオリンピック（2004年）
テレビ中継担当
- NHK - 秋山浩志、石川洋、岩佐英治、内山俊哉、沖谷昇、刈屋富士雄、工藤三郎、栗田晴行、三瓶宏志、曽根優、竹林宏、冨坂和男、野地俊二、広坂安伸、福澤浩行、藤井康生、堀尾正明(開・閉会式のみ)、町田右、道谷眞平、永井伸一(パラリンピック開・閉会式のみ)、野村優夫(パラリンピック閉会式のみ)/有働由美子(開・閉会式アシスタント)
- 日本テレビ - 町田浩徳、村山喜彦
- TBS - 椎野茂、林正浩
- フジテレビ - 三宅正治
- テレビ朝日 - 森下桂吉、中山貴雄
- テレビ東京 - 植草朋樹

ラジオ中継担当
- NHK - 田代純、田中崇裕、藤本憲司、吉松欣史
- TBSラジオ - 初田啓介
- 文化放送 - 松島茂
- ニッポン放送 - 山内宏明

#### 北京オリンピック（2008年）
テレビ中継担当
- NHK - 石川洋、伊藤慶太、岩佐英治、内山俊哉、刈屋富士雄、工藤三郎、栗田晴行、近藤敏之、竹林宏、冨坂和男、豊原謙二郎(リポーターのみ)、中村泰人(パラリンピックのみ)、野地俊二、町田右、松野靖彦、道谷眞平、三宅民夫(開会式のみ)、大蔵哲士(パラリンピックのみ)/青山祐子(開・閉会式アシスタント)、與芝由三栄(リポーターのみ)
- 日本テレビ - 鈴木健、平川健太郎
- TBS - 戸崎貴広、初田啓介
- フジテレビ - 竹下陽平、長坂哲夫
- 関西テレビ - 堀田篤（リポーターのみ）
- テレビ朝日 - 森下桂吉、中山貴雄
- テレビ東京 - 植草朋樹

ラジオ中継担当
- NHK - 田中崇裕、坂梨哲士、三瓶宏志、吉松欣史
- TBSラジオ - 新夕悦男
- 毎日放送 - 上泉雄一（リポーターのみ）
- 朝日放送 - 山下剛（リポーターのみ）
- 文化放送 - 上野智広、扇一平(デスク業務のみ)、高橋将市、寺島尚正（リポーターのみ）
- ニッポン放送 - 松本秀夫、吉田尚記（リポーターのみ）

#### ロンドンオリンピック（2012年）
テレビ中継担当
- NHK - 内山俊哉、竹林宏、広坂安伸、冨坂和男、三瓶宏志、伊藤慶太、渡辺憲司、曽根優、松野靖彦、山口達也、吉松欣史(パラリンピック兼任)、杉岡英樹、酒井博司、松尾剛(総集編)、飯塚洋介(パラリンピックのみ)、田中崇裕(パラリンピックのみ)、早瀬雄一(パラリンピックのみ)､武田真一(開会式のみ)/廣瀬智美(開会式アシスタント)、鈴木奈穂子(閉会式アシスタント)
- 日本テレビ - 蛯原哲、田辺研一郎
- テレビ朝日 - 中山貴雄、進藤潤耶
- TBSテレビ - 土井敏之、小笠原亘
- テレビ東京 - 斉藤一也、植草朋樹
- フジテレビ - 竹下陽平、西岡孝洋
- 朝日放送 - 岩本計介
- 関西テレビ - 堀田篤(レポーターのみ)

ラジオ中継担当
- NHK - 坂梨哲士、杉澤僚、豊原謙二郎、太田雅英
- TBSラジオ - 佐藤文康
- 文化放送 - 長谷川太
- ニッポン放送 - 煙山光紀、洗川雄司

#### リオデジャネイロオリンピック（2016年）
テレビ中継担当
- NHK - 杉澤僚（デスク業務のみ）、渡辺憲司、松野靖彦、冨坂和男、伊藤慶太、太田雅英、鳥海貴樹、豊原謙二郎、宮田貴行、坂梨哲士、佐藤洋之、浅井僚馬(パラリンピック兼任)、稲垣秀人(パラリンピック兼任)、杉岡英樹、船岡久嗣、下境秀幸、高瀬登志彦、佐々生佳典、筒井亮太郎(パラリンピックのみ)、向井一弘(パラリンピックのみ)、飯塚洋介(パラリンピックのみ)、金城均(パラリンピックのみ)、酒井博司(パラリンピックのみ)、小宮山晃義(パラリンピックのみ)、鏡和臣(パラリンピックのみ)、増田卓(パラリンピックのみ)、戸部眞輔(パラリンピック兼任)、森田哲意(パラリンピックのみ)、中野淳(パラリンピック開会式のみ)、山田賢治(パラリンピック閉会式)、阿部渉(開会式のみ)、三瓶宏志(閉会式のみ)/森花子(開会式アシスタント)/杉浦友紀(閉会式アシスタント)/有働由美子(パラリンピック開会式アシスタント)、赤木野々花(総集編)、片山千恵子(総集編)、大成安代(総集編)
- 日本テレビ - 河村亮、田中毅
- テレビ朝日 - 森下桂吉、進藤潤耶、大西洋平
- TBSテレビ - 土井敏之、佐藤文康
- テレビ東京 - 増田和也、中川聡
- フジテレビ - 森昭一郎、福永一茂、田中大貴(リポーター)

このほか、サブライセンスを受けたJ:COMテレビにて実況を担当したアナウンサー（いずれもフリーアナウンサー）。
- J:COMテレビ - 島村俊治、石原敬士、渡邊哲夫、鈴木光裕、北川義隆

ラジオ中継担当
- NHK - 大坂敏久、早瀬雄一、塚本貴之、横井健吉、横山哲也(パラリンピックのみ)、西阪太志(パラリンピックのみ)
- TBSラジオ -新タ悦男、伊藤隆佑
- 文化放送 - 松島茂
- ニッポン放送 - 師岡正雄

#### 東京オリンピック（2021年）
テレビ中継担当
- NHK - 野地俊二、内山俊哉、竹林宏、冨坂和男、三瓶宏志、鳥海貴樹、坂梨哲士、伊藤慶太、渡辺憲司、佐藤洋之、曽根優、大坂敏久、太田雅英、松野靖彦、豊原謙二郎(デスク業務)、宮田貴行、杉岡英樹、塚本貴之、早瀬雄一、星野圭介、横井健吉、酒井博司、深澤健太、三輪洋雄(開会式のみ)、小宮山晃義、西川典孝、澤田彩香、山田大樹、小野卓也、森田哲意、横山哲也、厚井大樹、西川順一、高山大吾、金城均、清水敬亮/和久田麻由子(開会式総合司会)、森花子(開会式司会・BS)/桑子真帆(閉会式総合司会・BSを含む)/合原明子(聖火リレーハイライトナレーション2020年版)、林田理沙(聖火リレーハイライトナレーション)、谷地健吾(聖火リレーハイライトナレーション)/副島萌生(総集編)、上原光紀(総集編)
- 日本テレビ - 平川健太郎(ラジオも兼任)、蛯原哲、中野謙吾、佐藤義朗、山本健太
- テレビ朝日 - 進藤潤耶、吉野真治、清水俊輔、大西洋平、野上慎平(ラジオも兼任)
- TBSテレビ - 初田啓介、小笠原亘、新タ悦男、佐藤文康、伊藤隆佑
- テレビ東京 - 島田弘久、植草朋樹、中川聡、板垣龍佑、野沢春日
- フジテレビ - 森昭一郎、竹下陽平、西岡孝洋、倉田大誠、中村光宏

このほか、サブライセンスを受けたJ:COMテレビおよびグリーンチャンネルにて実況を担当したアナウンサー（いずれもフリーアナウンサー）。
- J:COMテレビ - 島村俊治、北川義隆
- グリーンチャンネル - 上田敦史、林正浩

ラジオ中継担当
- NHK - 船岡久嗣、別井敬之、浅井僚馬、下境秀幸、飯塚洋介、稲垣秀人、筒井亮太郎、吉松欣史(総集編)、杉嶋亮作(総集編)
- TBSラジオ - 土井敏之、熊崎風斗
- 文化放送 - 長谷川太、高橋将市、土井悠平
- ニッポン放送 - 山内宏明、洗川雄司

#### パリオリンピック（2024年）
テレビ中継担当
- NHK - 伊藤慶太、金城均、横井健吉、曽根優、松野靖彦、太田雅英、宮田貴行、塚本貴之、筒井亮太郎、横山哲也、三輪洋雄、小宮山晃義、酒井良彦、酒井博司、小山凌、佐藤洋之、西阪太志(ラジオ兼任)、佐々生佳典(ラジオ兼任)、池野健(ラジオ兼任)、武本大樹(ラジオ兼任)、北嶋右京(ラジオ兼任)、森田哲意(ラジオ兼任)、髙木優吾(ラジオ兼任)、神戸和貴(ラジオ兼任)、高山大吾(ラジオ兼任)、清水敬亮(パラ)、澤田彩香(パラ)、米澤太郎(パラ)、中原真吾(パラ)、早坂隆信(パラ)、勝呂恭佑(パラ)、岩﨑果歩(パラ)、西川典孝(パラ)、松井大(パラ)、増村聡太(パラ)、池間昌人(パラ開会式)、瀬田宙大(パラ閉会式)､田所拓也(パラ総集編)/中山果奈(開会式)、中川安奈(閉会式)、副島萌生(総集編)、廣瀬智美(総集編)、松本真季(パラ開・閉会式)、後藤佑季(パラレポーター)
- 日本テレビ - 山本紘之、山本健太
- テレビ朝日 - 清水俊輔、吉野真治、三上大樹
- TBSテレビ - 土井敏之、伊藤隆佑、熊崎風斗
- テレビ東京 - 中川聡、板垣龍佑
- フジテレビ - 倉田大誠、中村光宏

このほか、サブライセンスを受けたJ:COMテレビ、グリーンチャンネルで実況を担当したアナウンサー（いずれもフリーアナウンサー）。
- J:COMテレビ - 谷口廣明、齋藤寿幸、北川義隆、磯部恵美、永川亮太(パラ)
- グリーンチャンネル - 原口修、林正浩、上田敦史(パラ)

ラジオ中継担当
- NHK - 酒匂飛翔、西川順一、黒住駿、深澤健太、浅井僚馬、下境秀幸、片平和宏(パラ)

### 冬季

#### リレハンメルオリンピック（1994年）
テレビ中継担当
- NHK - 石橋省三（デスク業務）、小野塚康之(ラジオ兼任)、工藤三郎(ラジオ兼任)、杉林昇(ラジオ兼任)、野瀬正夫、三原渡、森中直樹、山本浩/草野満代（開会式アシスタント）、小平桂子アネット(フリー・閉会式アシスタント)、有働由美子（総集編）
- TBS -佐古忠彦(リポーターのみ)

ラジオ中継担当
- NHK - 芳野潔

#### 長野オリンピック（1998年）
テレビ中継担当
- NHK - 秋山浩志、石川洋、内山俊哉(閉会式のみ)、沖谷昇、小野塚康之、刈屋富士雄、工藤三郎、久保田茂、近藤敏之、島村俊治、白崎義彦、杉林昇、冨坂和男、内藤勝人、長田洋治、野瀬正夫、藤井康生、松本一路、水谷彰宏（パラリンピック開会式、閉会式のみ）、森中直樹、山本浩、和田源二、政野光伯（デスク）/有働由美子(開・閉会式アシスタント)/青山祐子(パラリンピック閉会式アシスタント)、道傳愛子(開会式式典司会)/宮本愛子(総集編)・村上里和(総集編)
- 日本テレビ - 増田隆生、山下末則
- TBS - 林正浩
- フジテレビ - 野崎昌一
- テレビ朝日 - 田畑祐一、大熊英司
- 朝日放送 - 楠淳生
- テレビ東京 - 久保田光彦

ラジオ中継担当
- NHK - 広坂安伸、福澤浩行、田中崇裕、野地俊二/目加田賴子(開・閉会式アシスタント)
- TBS  - 清水大輔
- 文化放送 - 北川義隆(レポーター兼務)、斉藤一美(レポーター)、寺島尚正（レポーター）
- ニッポン放送 - 松元真一郎（開会式）

#### ソルトレークシティーオリンピック（2002年）
テレビ中継担当
- NHK - 石川洋(ラジオ兼任)、岩佐英治(ラジオ兼任)、内山俊哉、沖谷昇、小野塚康之(ラジオ兼任)、刈屋富士雄、工藤三郎、田代賢、冨坂和男、野瀬正夫、福澤浩行、森中直樹、山本浩、永井伸一（パラリンピック開・閉会式のみ）/有働由美子(開・閉会式アシスタント)・小野文惠(総集編)、黒崎めぐみ(総集編)、塚原愛（総集編）
- 日本テレビ - 多昌博志
- TBS - 清原正博、戸崎貴広
- フジテレビ - 長坂哲夫
- テレビ朝日 - 田畑祐一
- テレビ東京 - 小島秀公

ラジオ中継担当
- NHK - 田中崇裕

#### トリノオリンピック（2006年）
テレビ中継担当
- NHK - 石川洋、小原茂、刈屋富士雄、竹林宏、田中崇裕、冨坂和男、堀尾正明(開･閉会式のみ)、高山哲哉(パラリンピック開・閉会式のみ)/青山祐子(開会式、閉会式アシスタント)/古野晶子、膳場貴子(総集編)
- 日本テレビ - 河村亮
- TBS - 清水大輔
- フジテレビ - 森昭一郎、吉田伸男
- テレビ朝日 - 大熊英司
- テレビ東京 - 小島秀公

ラジオ中継担当
- NHK - 小池隆俊、柴田徹、広坂安伸

#### バンクーバーオリンピック（2010年）
テレビ中継担当
- NHK - 石川洋、刈屋富士雄、近藤敏之、曽根優、竹林宏、冨坂和男、森中直樹、上野速人(パラリンピックのみ)、渡辺憲司(パラリンピックのみ)、武田真一(開会式のみ)/青山祐子(開会式アシスタント)/有働由美子(閉会式アシスタント)/神田愛花(総集編)
- 日本テレビ - 藤井貴彦
- TBSテレビ - 小笠原亘
- フジテレビ - 西岡孝洋、田中大貴(リポーター)
- テレビ朝日 - 進藤潤耶
- テレビ東京 - 島田弘久

ラジオ中継担当
- NHK - 広坂安伸、松野靖彦

#### ソチオリンピック（2014年）
テレビ中継担当
- NHK - 坂梨哲士、白崎義彦、曽根優、高瀬登志彦、竹林宏、田中崇裕、冨坂和男、鳥海貴樹、三浦拓実、山口達也、松尾剛(総集編)、山田賢治(パラリンピックのみ)、阿部渉(開会式のみ)/廣瀬智美(開会式アシスタント)、上條倫子(閉会式アシスタント)/西堀裕美(総集編)、首藤奈知子(総集編)
- 日本テレビ - 寺島淳司
- テレビ朝日 - 進藤潤耶
- TBSテレビ - 新夕悦男
- テレビ東京 - 島田弘久
- フジテレビ - 塩原恒夫

ラジオ中継担当
- NHK - 杉澤僚、星野圭介
- ニッポン放送 - 清水久嗣（リポーターのみ）

#### 平昌オリンピック（2018年）
テレビ中継担当
- NHK - 曽根優、高瀬登志彦、塚本貴之、鳥海貴樹、松野靖彦、豊原謙二郎、杉澤僚、田中秀樹(パラリンピック兼任)、佐々生佳典(パラリンピック兼任)、笠井大輔(パラリンピック兼任)、浅井僚馬(パラリンピックのみ)、清水敬亮(パラリンピックのみ)、横山哲也(パラリンピックのみ)、小野卓哉(パラリンピックのみ)、中野淳(パラリンピックのみ)、冨坂和男/桑子真帆(開会式アシスタント)/杉浦友紀(閉会式アシスタント)
- 日本テレビ - 菅谷大介、河村亮、山﨑誠
- テレビ朝日 - 進藤潤耶
- TBSテレビ - 伊藤隆佑
- テレビ東京 - 板垣龍佑
- フジテレビ - 中村光宏
- 読売テレビ - 野村明大

ラジオ中継担当
- NHK - 沢田石和樹、船岡久嗣、星野圭介
- 文化放送 - 寺島啓太

#### 北京オリンピック（2022年）
テレビ中継担当
- NHK - 冨坂和男、内山俊哉、野地俊二、竹林宏、中村泰人、松野靖彦、曽根優、太田雅英、高瀬登志彦(ラジオ・パラリンピック兼任)、塚本貴之、星野圭介、飯塚洋介(パラリンピック兼任)、筒井亮太郎、田中秀樹、小宮山晃義、高木修平(ラジオ・パラリンピック兼任)、杉岡英樹、下境秀幸、佐々生佳典(ラジオ兼任)、厚井大樹、早坂隆信(パラリンピック兼任)、小林陽広、酒井良彦、清水敬亮(ラジオ・パラリンピック兼任)、西阪太志(ラジオ兼任)、深澤健太、金城均(パラリンピックのみ)、黒住駿(パラリンピックのみ)、小山凌(パラリンピックのみ)、西川順一(パラリンピックのみ)、堀菜保子(パラリンピックのみ)、中野淳(パラリンピック開・閉会式ののみ)、一橋忠之(開・閉会式のみ)/廣瀬智美(開・閉会式アシスタント)/中山果奈(パラリンピック開・閉会式アシスタント)、合原明子(ハイライト)
- 日本テレビ - 上重聡、佐藤義朗
- テレビ朝日 - 三上大樹
- TBSテレビ - 新タ悦男、熊崎風斗
- テレビ東京 - 板垣龍佑
- フジテレビ - 竹下陽平、中村光宏

ラジオ中継担当
- NHK - 浅井僚馬、小野卓哉、笠井大輔(パラリンピック兼任)、北嶋右京(パラリンピック兼任)、高山大吾、三輪洋雄、横山哲也(パラリンピック兼任)

## ユースオリンピック担当アナウンサー

### 夏季・冬季
過去の大会はいずれも実況生中継は実施されていない。NHKで総集編こそ放送されるがここでは割愛する。

## ユースパラゲームズ担当アナウンサー

### 夏季・冬季
ユースオリンピックと同様実況生中継は実施されていない。総集編も放送されたことがあるがフリーアナウンサーの担当でここでは割愛する。

## パラリンピック担当アナウンサー

### 東京パラリンピック（2021年）
テレビ中継担当
- NHK - 浅井僚馬、阿部渉(閉会式のみ)、飯塚洋介、池野健(ラジオ兼任)、稲垣秀人(ラジオ兼任)、内山俊哉、大坂敏久、太田雅英(ラジオ兼任)、小野卓哉(ラジオ兼任)、鏡和臣(ラジオ兼任)、笠井大輔(ラジオ兼任)、片山智彦、金城均(ラジオ兼任)、黒住駿(ラジオ兼任)、厚井大樹、小林陽広(ラジオ兼任)、小宮山晃義、神戸和貴、酒井博司、酒井良彦(ラジオ兼任)、坂梨哲士、酒匂飛翔(ラジオ兼任)、佐々生佳典、佐竹祐人、佐藤洋之、澤田彩香、沢田石和樹(ラジオ兼任)、三瓶宏志、下境秀幸、杉岡英樹、曽根優、高山大吾、高木修平、髙木優吾、竹林宏、武本大樹(ラジオ兼任)、田中逸人、田中秀樹(ラジオ兼任)、塚本貴之、筒井亮太郎、豊原謙二郎(閉会式のみ・BS)、鳥海貴樹、中澤輝、中野淳(開会式のみ)、西川順一(ラジオ兼任)、西川典孝、西阪太志(ラジオ兼任)、早坂隆信(ラジオ兼任)、早瀬雄一、深澤健太、船岡久嗣、星野圭介、松田利仁亜、見浪哲史、宮田貴行、三輪洋雄(ラジオ兼任)、向井一弘(ラジオ兼任)、森田哲意、横山哲也、渡辺憲司/杉浦友紀(開会式総合司会)、保里小百合(開会式司会・BS)/和久田麻由子(閉会式総合司会)、副島萌生(閉会式司会・BS)/林田理沙(聖火リレーハイライトナレーション)、谷地健吾(聖火リレーハイライトナレーション)/中川安奈(総集編)、後藤佑季(リポーター)
- 日本テレビ - 山本健太
- TBSテレビ - 伊藤隆佑、南波雅俊
- フジテレビ - 田淵裕章
- テレビ朝日 - 清水俊輔、三上大樹、森下桂吉
- テレビ東京 - 原田修佑

ラジオ中継担当
- NHK - 杉嶋亮作(閉会式のみ)、松野靖彦
- TBSラジオ - 喜入友浩(デスク業務)
- 文化放送 - 松井佐祐里(デスク業務)
- ニッポン放送 - 新行市佳(デスク業務)

## スペシャルオリンピックス担当アナウンサー(兼任は省略)

### 長野冬季スペシャルオリンピックス（2005年）
テレビ中継担当
- NHK - 鈴木聡彦、安部みちこ(開会式)、古野晶子(閉会式)、黒田あゆみ(総集編)

## アジア競技大会担当アナウンサー(兼任は省略)

### 広島夏季大会（1994年）
テレビ中継担当
- NHK - 中村克洋(開会式、閉会式のみ)、島村俊治、松本一路、近藤冨士雄、三原渡、山本浩、斎藤洋一郎、佐塚元章、沖谷昇、工藤三郎、緒方喜治、森中直樹、栗田晴行、長田洋治、山本哲也、草野満代(開会式・閉会式アシスタント)、藤井彩子(総集編)
- TBS - 中村秀昭

ラジオ中継担当
- NHK - 上原康樹(開会式のみ）

### 大阪夏季大会（2001年）
テレビ中継担当
- NHK - 石川洋、刈屋富士雄、田代純、中村泰人、冨坂和男、藤本憲司、吉松欣史

### 青森冬季大会（2003年）
テレビ中継担当
- NHK - 緒方宏一郎(開会式、閉会式のみ)、北郷三穂子(開会式、閉会式アシスタント)

### 札幌冬季大会（2017年）
テレビ中継担当
- NHK - 横山哲也(開会式)、飯塚洋介(閉会式)、塚本貴之、松野靖彦、清水敬亮、船岡久嗣、星野圭介、澤田彩香(総集編)

## WG（ワールドゲームズ）担当アナウンサー(兼任は省略)

### 秋田大会（2001年）
テレビ中継担当
- NHK - 緒方宏一郎(開会式、閉会式のみ)

## WUG（ワールドユニバーシティゲームズ）担当アナウンサー(兼任は省略)

### 福岡大会（1995年）
テレビ中継担当
- NHK - 野瀬正夫、青沼郁夫、道谷眞平、藤井康生、岩佐英治、刈屋富士雄、三原渡、秋山浩志
- TBS -隈部崇之（RKB毎日放送）

## FIFAワールドカップ担当アナウンサー

### アメリカ大会（1994年）
テレビ中継
- NHK - 秋山浩志、栗田晴行、野瀬正夫、山本浩、和田源二(ラジオ兼任)

ラジオ実況中継
- NHK - 内山俊哉

### フランス大会（1998年）
テレビ中継
- NHK - 秋山浩志、岩佐英治、沖谷昇、栗田晴行、野瀬正夫(ラジオ兼任)、野地俊二、町田右、山本浩、和田源二

ラジオ実況中継
- NHK - 近藤敏之、柴田徹、田代純、中村泰人、廣田直敬、水野節彦、道谷眞平、山口達也、吉田賢
- TBSラジオ - 武方直己
- ニッポン放送 - 小林達彦、森田耕次（リポーター）

### 日韓大会（2002年）
この年の日韓大会からJCによる共同放送に移行。
ラジオ実況中継
民間放送はTBSラジオ を制作本部とし、グループリーグの日本戦3試合及び決勝戦を全101社で放送した。TBSラジオはそれらも含めて計17試合放送し、その他各局で適宜放送。なお、MegaNet加盟の外国語FM放送4社は英語放送を実施。
ラジオ中継担当アナウンサー
- NHK - 泉浩司、近藤敏之(テレビも兼任)、田代純(テレビも兼任)、田中朋樹、中村泰人(テレビも兼任)、山口達也(テレビも兼任)、吉松欣史(テレビも兼任)
- TBSラジオ - 松下賢次、清原正博、武方直己
- 文化放送 - 長谷川太、砂山圭大郎
- ニッポン放送 - 小野浩慈、煙山光紀

テレビ中継
全64試合のうちJCが40試合を放送。NHKが24試合、民放が16試合を放送した。このうち、注目度の高い日本戦はグループリーグ第1戦の対ベルギー戦がNHK、第2戦の対ロシア戦と第3戦の対チュニジア戦が民放に割り当てられ、日本テレビ・TBS・フジテレビ・テレビ朝日の在京キー局4局による抽選を行った。その結果、本抽選で1番くじを引き当てたフジテレビがロシア戦を、2番くじを引いたテレビ朝日がチュニジア戦を中継した。この大会で日本は決勝トーナメントに進み、ラウンド16の対トルコ戦はNHKが中継した。また、決勝はNHKが中継した。
実況担当は対ベルギー戦が栗田晴行、対ロシア戦が長坂哲夫、対チュニジア戦が角澤照治、対トルコ戦が野地俊二。
民放での日本戦中継に関しては、系列局のない地域を含めた全国で放送が見られるように特例で系列外中継が認められ、ロシア戦はFNN系列28局の他山梨放送・四国放送（以上NNN系列）と青森テレビ・テレビ山口（以上JNN系列）、チュニジア戦はANN系列フルネット24局の他、クロスネット局である福井放送・テレビ宮崎、及び他系列の北日本放送・山梨放送・四国放送・高知放送（以上NNN系列）、山陰放送（JNN系列）、サガテレビ（FNN系列）で放送された。
また中継に付随して、民放各系列局の持ち回りで毎日1時間程度、「ワールドカップデイリー/ウィークリーハイライト」が放映された。
テレビ中継担当アナウンサー
- NHK - 栗田晴行、岩佐英治(ラジオも兼任)、内山俊哉(ラジオも兼任)、沖谷昇、野地俊二(ラジオも兼任)、町田右(ラジオも兼任)、山本浩/堀尾正明(開閉会式司会)、青山祐子(開閉会式アシスタント)、武内陶子（総集編）
- 日本テレビ - 鈴木健
- テレビ朝日 - 角澤照治
- TBSテレビ - 清水大輔
- フジテレビ - 長坂哲夫
- テレビ東京 - 久保田光彦

記事内で判明している分のみ。

### ドイツ大会（2006年）
ドイツ大会でも前回大会のフォーマットを踏襲している。
ラジオ実況中継
民間放送はTBSラジオを制作本部とし、日本戦3試合を日本民間放送連盟加盟の全AM局47社とラジオNIKKEI、FM局53社のうち49社が放送した。
- 中継に参加しなかった局：FMヨコハマ、α-STATION、FM802、FM COCOLO

ラジオ中継担当アナウンサー
- NHK - 泉浩司、一橋忠之、岩佐英治、近藤敏之、杉澤僚、鈴木聡彦、曽根優、田中朋樹、鳥海貴樹、中村泰人、福田光男、松野靖彦
- TBSラジオ - 清水大輔、佐藤文康、土井敏之
- 文化放送 - 長谷川太
- ニッポン放送 - 洗川雄司

テレビ中継
この大会はJCが全64試合の放映権を獲得、このうち地上波では40試合（NHK・民放が各20試合ずつ）、地上波で放送されない試合はNHKのBS1・BSハイビジョンで放送された。
日本代表のグループリーグは第1戦の対オーストラリア戦と第3戦の対ブラジル戦をNHKが、第2戦の対クロアチア戦を民放が担当。日本テレビ・TBS・フジテレビ・テレビ朝日の4局がくじ引きによる抽選を行い、本抽選で1番くじを引き当てたテレビ朝日が中継を担当した。
実況担当は対オーストラリア戦が栗田晴行、対クロアチア戦が角澤照治、対ブラジル戦が野地俊二。
この大会でも前回同様の配慮が取られ、第2戦はANN系フルネット24局の他、ANNを含むクロスネット局である福井放送・テレビ宮崎に加え系列外の山梨放送・北日本放送・四国放送・高知放送・山陰放送・サガテレビで放送された。
また、この大会は決勝戦が地上波では民放で放送され、フジテレビ系列で放送された（実況担当は青嶋達也）。
テレビ中継担当アナウンサー
- NHK - 栗田晴行、内山俊哉(ラジオ兼任)、田代純(ラジオ兼任)、野地俊二、町田右、吉松欣史/神田愛花(総集編)
- テレビ朝日 - 角澤照治
- フジテレビ - 青嶋達也

記事内で判明している分のみ。

### 南アフリカ大会（2010年）
南アフリカ大会でも前回大会のフォーマットを踏襲した。
ラジオ実況中継
民間放送はニッポン放送を制作本部とし、グループリーグの日本戦3試合を日本民間放送連盟加盟のAM局47社のうち41社とFM局53社のうち34社の計75社が放送した。決勝トーナメント1回戦は元々「日本代表が勝ち進んだ場合には、在京5社のほか希望する全国のラジオ社で実況中継を行う予定」としていたこともあり、中継参加はAM局23社、FM局17社に留まった。
- 中継に参加しなかった局（グループリーグ・決勝トーナメントとも）
  - AM：RFラジオ日本、北陸放送、KBS京都、ラジオ関西、宮崎放送、ラジオ沖縄
  - FM：NORTH WAVE、FM青森、Inter FM、RADIO-i、α-STATION、FM OSAKA、FM802、FM COCOLO、Kiss-FM KOBE、V-air、FM岡山、HFM、FMとくしま、FM香川、JOEU-FM、CROSS FM、FMS、FM大分、μFM
  - 短波放送：ラジオNIKKEI

なお、一部のラジオ局で試験的に実施している地上デジタル音声放送やIPサイマルラジオ「radiko」では、放送権の関係で放送・配信を行わない。
ラジオ中継担当アナウンサー
- NHK - 一橋忠之、太田雅英、塚本貴之、中村泰人、増田卓、横井健吉、吉松欣史
- TBSラジオ - 清水大輔(対パラグアイ戦)
- 文化放送 - 長谷川太(対カメルーン戦)
- ニッポン放送 - 煙山光紀(対オランダ戦)

テレビ中継
ジャパンコンソーシアムは全64試合中44試合の放映権を獲得（残り20試合はJC非加盟のスカパー!による単独放送）。NHKと民放に各22試合ずつが割り当てられた。
NHKでは原則として地上波の総合テレビで生放送するが、7月11日投開票の第22回参議院議員通常選挙と日程が重なったため、公職選挙法の順守と総合テレビで政見放送や開票速報の放送時間を確保する必要から、6月28日の決勝トーナメント1回戦「オランダ対スロバキア」と7月2日の準々決勝「オランダ対ブラジル」（以上いずれも前半のみ）、7月12日（7月11日深夜）の決勝戦「オランダ対スペイン」（試合全編）は教育テレビにて放送を行った。また、7月3日（7月2日深夜）の準々決勝「ウルグアイ対ガーナ」は放送時間が延びたため、6時以降は教育テレビでリレー放送された。
日本代表のグループリーグは第1戦の対カメルーン戦がNHKに、第2戦の対オランダ戦と第3戦の対デンマーク戦が民放に割り当てられた。
2009年12月14日、民放連で中継権に関する会議が行われ、中継料の負担割合（系列局の数による）により日本テレビ・TBSテレビ・フジテレビが5試合、テレビ朝日が4試合、テレビ東京が3試合の生放送を行うことが決まった。その後テレビ東京を除く4局で中継カードを選ぶ順番を決めるくじ引きが行われ、1番くじを引いたテレビ朝日が対オランダ戦を、2番くじを引いた日本テレビが対デンマーク戦を放送する事を決定。これによりテレビ朝日は3回連続、日本テレビは初めて日本戦を放送した。この大会で日本は決勝トーナメントに進み、TBSテレビが決勝トーナメント1回戦の対パラグアイ戦を放送することになった。TBSは先述の放映権会議でフジテレビに次ぐ4番くじだったが、フジテレビがグループリーグ屈指の好カードである「ブラジル対ポルトガル」を選択したため、TBSテレビは日本のグループリーグ突破時に日本戦となる可能性のある「グループE・2位対グループF・1位」の本カードを選択していた。TBSテレビはこの試合がワールドカップ本大会で初の日本戦中継となった。
日本戦の実況担当は対カメルーン戦が野地俊二、対オランダ戦が進藤潤耶、対デンマーク戦が鈴木健、対パラグアイ戦が土井敏之。
この大会でも前回同様の配慮が取られ、第2戦はANN系フルネット24局の他、ANNを含むクロスネット局である福井放送・テレビ宮崎に加え系列外の山梨放送・北日本放送・山陰放送・四国放送・高知放送・サガテレビで生放送。第3戦はNNN系フルネット28局の他、クロスネット局のテレビ大分、テレビ宮崎に加え系列外のサガテレビ、沖縄テレビで生放送した。決勝トーナメント1回戦はJNN系フルネット28局の他、系列外の秋田放送・福井放送・四国放送・サガテレビで生放送した。
独立UHF局にも日本戦以外のカードから1-2試合割り当てられるが、2010年4月に民放連に加盟したBS11では放送されなかった（ニュース映像のみ使用可能）。また、その他の民放BSは全て録画放送となった。
テレビ中継担当アナウンサー
- NHK - 内山俊哉、杉澤僚(ラジオ兼任)、曽根優、田代純、野地俊二、町田右、松野靖彦(ラジオ兼任)/住吉美紀(開会式のみ)
- 日本テレビ - 鈴木健、田辺研一郎
- TBSテレビ - 佐藤文康、土井敏之
- フジテレビ - 青嶋達也
- テレビ朝日 - 角澤照治、進藤潤耶、吉野真治
- テレビ東京 - 小島秀公、中川聡

### ブラジル大会（2014年）
2014年のブラジル大会でも前3大会と同様の体制となった。NHK・民放とも詳細な放送計画は2014年5月15日に発表された。
ラジオ中継
民間放送は文化放送を制作本部とし、日本戦の全試合（決勝トーナメント進出時を含む）を73局が参加して同時放送する。ただし、放送しない試合がある局が存在するため、1回の同時放送は最大65局にとどまる。また、日本戦以外は決勝戦のみを放送する。
インターネットの再配信についてradiko.jpおよびNHKネットラジオ らじる★らじるにおいては配信を行うが、エリアフリー放送であるradiko.jpプレミアム、ドコデモFM、LISMO WAVEでの配信は行われない。
ラジオ中継担当アナウンサー
- NHK - 河村太朗、小宮山晃義
- TBSラジオ - 新タ悦男
- 文化放送 - 長谷川太
- ニッポン放送 - 煙山光紀

テレビ中継
スカパー! が中継料の高騰を理由に単独放映権の獲得を断念したことから、本大会は全64試合をJCで中継することになり、NHK地上波と民放で32試合ずつ中継する。NHK地上波では総合テレビ（一部はEテレとのリレー放送）で32試合を生中継する。
日本代表のグループリーグは第1戦の対コートジボワール戦がNHKに、第2戦の対ギリシャ戦と第3戦の対コロンビア戦が民放に割り当てられた。
2013年12月18日、東京都内で中継権に関する会議が行われ、日本テレビ・TBSテレビ・フジテレビが各7試合、テレビ朝日が6試合、テレビ東京が5試合生中継を行うことが決まった。併せて中継カードを決める抽選が行われ、日本テレビが1番くじを引き当ててギリシャ戦の放映権を獲得。テレビ朝日が2番くじを引き当ててコロンビア戦の放映権を獲得した。日本テレビは2大会、テレビ朝日は4大会連続でW杯日本戦の中継を行う。
日本戦の実況担当は、対コートジボワール戦が内山俊哉、対ギリシャ戦が田辺研一郎、対コロンビア戦が吉野真治。なお、内山俊哉は決勝戦（ドイツ対アルゼンチン）の実況も担当する。
その他の試合では、決勝戦はNHKが、開幕戦と3位決定戦はフジテレビが中継する。
この大会でも前回同様の配慮が取られ、第2戦はNNN系フルネット28局の他、クロスネット局のテレビ大分、テレビ宮崎に加え系列外のサガテレビ、沖縄テレビで生放送され、第3戦はANN系フルネット24局の他、ANNを含むクロスネット局である福井放送・テレビ宮崎に加え系列外の山梨放送・北日本放送・山陰放送・四国放送・高知放送・サガテレビで生放送される。
BSデジタル放送では、NHKがBS1で日本時間夕方から夜間にかけて全64試合を録画中継（日本対ギリシャ戦のみ生中継、一部時差放送を含む）を行う。一部の試合は東京で解説部分をオフチューブ収録したものを放送する。民放BS局は、地上波キー局系列の5局とWOWOW（WOWOWライブ）で16試合を録画中継する。WOWOWの担当試合（2試合）も無料放送とする。
テレビ中継担当アナウンサー
- NHK - 野地俊二、内山俊哉、田代純(ラジオ兼任)、中村泰人(ラジオ兼任)、吉松欣史、鳥海貴樹、杉澤僚、曽根優、松野靖彦、杉岡英樹、横井健吉、増田卓、酒井博司(ラジオ兼任)、向井一弘(ラジオ兼任)、下境秀幸、稲垣秀人(ラジオ兼任)、一橋忠之(ラジオ兼任)/杉浦友紀(開会式のみ)、一柳亜矢子(閉会式のみ)
- 日本テレビ - 鈴木健、寺島淳司、新谷保志、田辺研一郎、中野謙吾
- テレビ朝日 - 田畑祐一、進藤潤耶、吉野真治、寺川俊平
- TBSテレビ - 土井敏之、佐藤文康、石井大裕(デスク業務のみ)
- テレビ東京 - 小島秀公、斉藤一也、中川聡
- フジテレビ - 青嶋達也、森昭一郎、西岡孝洋、中村光宏
- 朝日放送- 高野純一

### ロシア大会（2018年）
ロシア大会でも前回大会のフォーマットを踏襲した。
ラジオ中継
民間放送は文化放送を制作本部とし、日本戦全試合（決勝トーナメント進出時を含む）と決勝戦を72局（放送を行わない試合が存在するので同時放送は最大71局）が参加して同時放送した。民放での日本代表戦について、19日に行われるグループリーグ初戦のコロンビア戦はTBSラジオ、24日のセネガル戦は文化放送、28日のポーランド戦はニッポン放送が、それぞれ実況を担当。
ラジオ中継担当アナウンサー
- NHK - 下境秀幸、森田哲意
- TBSラジオ - 佐藤文康(第1戦 対コロンビア テレビ兼務)
- 文化放送 - 長谷川太(決勝戦)、松島茂(第2戦 対セネガル、決勝トーナメント1回戦 対ベルギー)
- ニッポン放送 - 煙山光紀(第3戦 対ポーランド)

テレビ中継
前回大会と同様に全64試合を地上波で生中継し、NHKと民放で32試合ずつ中継する。
NHKは開幕戦（ロシア対サウジアラビア戦）、日本代表のグループリーグ第1戦のコロンビア戦、決勝戦など32試合を総合テレビで生中継する（一部の試合は時間帯により総合テレビのサブチャンネルで放送）。BS1では日本代表のグループリーグ第2戦のセネガル戦を生中継するとともに、全64試合の録画中継を行う。
民放は「編成上の理由」としてテレビ東京が中継の参加を取りやめたため（ハイライト番組は放送）、日本テレビ・テレビ朝日・TBSテレビ・フジテレビがそれぞれ8試合ずつ放送する。このうち、日本戦はグループリーグ第2戦のセネガル戦と第3戦のポーランド戦が割り当てられた。2017年12月15日に民放連で行われた抽選の結果、セネガル戦を1番くじを引いた日本テレビ（第1戦のコロンビア戦も翌朝ディレー放送）が、ポーランド戦を2番くじのフジテレビが中継することとなった。3番くじを引き民放での中継が始まった2002年大会以来初めて生放送での日本戦の中継を逃す事となったテレビ朝日は日本対セネガル戦の翌朝ディレー中継と、準決勝1試合と3位決定戦を放送する。
日本戦の実況担当は、対コロンビア戦と対ベルギー戦（決勝トーナメント）が鳥海貴樹、対セネガル戦が田辺研一郎、対ポーランド戦が西岡孝洋。なお、決勝戦のフランス対クロアチアは曽根優が担当する。
民放BSでは、日本対ポーランド戦のグループステージ第3戦をBSフジでディレー放送する以外は、NHK BS1の全試合完全録画中継実施のため行われない。
第2戦はNNN系フルネット28局の他、FNNを含むクロスネット局のテレビ大分、テレビ宮崎と系列外のサガテレビ、沖縄テレビで生放送され、第3戦はFNN系フルネット26局の他、NNNを含むクロスネット局であるテレビ大分・テレビ宮崎と系列外の青森テレビ・山梨放送・テレビ山口・四国放送で生放送された。
テレビ中継担当アナウンサー
- NHK - 野地俊二、内山俊哉、鳥海貴樹、曽根優、松野靖彦、杉岡英樹、横井健吉(ラジオ兼任)、小宮山晃義、田中秀樹、向井一弘(ラジオ兼任)、酒井博司、稲垣秀人(ラジオ兼任)、早坂隆信、佐々生佳典(ラジオ兼任)、笠井大輔(ラジオ兼任)、西阪太志、深澤健太、金城均(ラジオ兼任)/上原光紀(閉会式のみ)
- 日本テレビ - 寺島淳司、川畑一志、田辺研一郎、中野謙吾、田中毅、安村直樹、平松修造
- テレビ朝日 - 吉野真治、進藤潤耶、寺川俊平
- TBSテレビ - 土井敏之、佐藤文康、杉山真也
- フジテレビ - 青嶋達也、森昭一郎、西岡孝洋、中村光宏、小穴浩司
- テレビ東京 - 島田弘久 

### カタール大会（2022年）
ラジオ中継担当アナウンサー
- NHK - 稲垣秀人、笠井大輔、佐々生佳典、横井健吉

テレビ中継担当アナウンサー
- NHK - 小宮山晃義(ラジオ兼任)、酒井博司、下境秀幸、杉岡英樹、曽根優、田中秀樹/宮本真智(開会式のみ)、堀菜保子(閉会式のみ)
- テレビ朝日 - 大西洋平、清水俊輔、寺川俊平、三上大樹、柳下圭佑、山崎弘喜、吉野真治
- フジテレビ - 青嶋達也、西岡孝洋、中村光宏、酒主義久

## FIFAコンフェデレーションズカップ

### ブラジル大会（2013年）
テレビ中継
- NHK - 内山俊哉、横井健吉、杉澤僚、増田卓、曽根優、向井一弘、一橋忠之、雨宮萌果(開会式アシスタント)、牛田茉友(閉会式アシスタント)、近江友里恵(総集編)（2013）

### ロシア大会（2017年）
テレビ中継
- NHK - 向井一弘、鳥海貴樹、杉岡英樹、横井健吉、金城均、曽根優、佐々生佳典

## ラグビーワールドカップ担当アナウンサー（兼任は省略）

### 南アフリカ大会（1995年）
テレビ中継
- NHK - 石川洋

### ウェールズ大会（1999年）
テレビ中継
- NHK - 石川洋、斎藤洋一郎、竹林宏

ラジオ中継
- 文化放送 - 長谷川太

### オーストラリア大会（2003年）
テレビ中継
- テレビ東京 - 四家秀治、小島秀公

### 複域大会（2007年）
テレビ中継
- 日本テレビ - 鈴木健

### ニュージーランド大会（2011年）
テレビ中継
- 日本テレビ - 鈴木健

### イングランド大会（2015年）
テレビ中継
- NHK - 浅井僚馬、伊藤慶、豊原謙二郎/上原光紀（総集編）
- 日本テレビ - 中野謙吾、町田浩徳

### 日本大会（2019年）
テレビ中継
- NHK - 浅井僚馬、伊藤慶太、大坂敏久、小野卓哉、鏡和臣、高瀬登志彦、竹林宏、冨坂和男、豊原謙二郎、渡辺憲司/副島萌生（開会式）、杉浦友紀（閉会式）
- 日本テレビ - 蛯原哲、中野謙吾、町田浩徳、安村直樹

ラジオ中継
- NHK - 筒井亮太郎
- 文化放送 - 高橋将市、長谷川太
- ニッポン放送 - 山内宏明

### フランス大会（2023年）
テレビ中継
- NHK - 小野卓哉、酒井良彦、高木修平、筒井亮太郎、豊原謙二郎、渡辺憲司/吉岡真央（リポーター）
- 日本テレビ - 中野謙吾、山本紘之、安村直樹

ラジオ中継
- NHK - 浅井僚馬、池野健、大坂敏久、神戸和貴
- ニッポン放送 - 洗川雄司、山内宏明

## 問題点

### 実況
ジャパンコンソーシアムが関与しているスポーツ中継においては、民放が放送する中継でNHKのアナウンサーが実況したり、NHKが放送する中継で民放のアナウンサーが実況するケースもあるため、特に日本選手が出場している競技では絶叫スタイルで放送することの多い民放アナウンサーによる放送内容に対して、NHKや放送倫理・番組向上機構（BPO）に苦情が寄せられることも少なくない。また、この制度を知らない一部のマスコミが実況に関して、誤った報道をした事例もある。
一例として、前者の事例では日本テレビとNHK衛星第1テレビジョンが生放送した2000年のシドニーオリンピックのサッカー競技（生放送）において、日本代表の初戦で日本テレビアナウンサー（当時）の船越雅史が実況を担当したが、日本が得点を挙げた際に繰り返し絶叫したことから、日本テレビのみならずNHKの視聴者センターにも多数のクレーム電話が殺到する事態に発展した。この事態を重く見たNHKは、再放送の際に本来差し替えないはずの実況と解説者を差し替える措置を、日本テレビ以外の民放が関連ニュースを報道する際に、実況部分を入れない措置を取った。後者の事例では2022年の北京オリンピックのスノーボード男子ハーフパイプ決勝において、TBSテレビからジャパンコンソーシアムに派遣されたアナウンサーの新タ悦男が実況したが、この種目をNHK総合テレビにて中継したためか、東京スポーツは「（同競技を）NHKのアナウンサーが実況した」との誤報記事を出したことがある。
なお、一部のスポーツ中継では、副音声を使用して実況なしの中継や別音声で放送する場合もあるが、オリンピック中継では実施していない。ただし、テレビで中継されない競技のインターネットの動画配信では、実況・解説が一切入っていない。これはオリンピック放送機構制作の国際映像をそのまま使用しているため。なお、2024年のパリオリンピックにおける、インターネットテレビ（NHKプラス、TVer）に於いては、地上波未放映の種目なども含めた大半の種目を国際映像を引用した見逃し配信や、一部生配信が行われている（殆どは前述の会場の自然音か、英語の解説だが、NHKプラスは一部ジャパンコンソーシアムによる日本語解説あり。また地上波放映の種目により生配信しない種目あり）。

### 排他性
ジャパンコンソーシアムは、費用分担と番組制作能力の関係上、NHKと、テレビ局は日本テレビ放送網・TBSテレビ・フジテレビジョン・テレビ朝日・テレビ東京、民放ラジオ局はラジオ制作本部（大会ごとにTBSラジオ・文化放送・ニッポン放送の持ち回り）が代表となって共同で番組を制作している。なお民放連加盟社のうち、これらの系統に属さない独立局や衛星放送事業者は、民放テレビ制作本部・ラジオ制作本部が制作する番組の配給を受けている。
このため、NHK以外の放送事業者は、民放連に加入していなければ、オリンピックやサッカーワールドカップを一切放送できない（活動停止処分を受けていても、民放連から除名・退会がない限り放送は可能）。ただし、2016年のリオデジャネイロ以降のオリンピックと2021年の東京パラリンピックは、ジュピターテレコム（J:COM）がジャパンコンソーシアムから一部権利を購入した上で、サブライセンス（再許諾）を受けることで放送を行っている。また、グリーンチャンネルも2021年の東京オリンピックとパラリンピックでは、サブライセンス（再許諾）を受けることで馬術競技の放送を行った。
なお、2007年12月に、BS11・TwellVが新たにBSデジタル新局として開局したが、両局とも北京オリンピックの放送は一切行われなかった。これは、TwellVは民放連に加盟しないことを表明し、BS11は加盟申請をするも承認を得ることができなかったためである。その後BS11は2010年4月1日に民放連に加入が承認された。また、2012年5月1日にはブロードキャスト・サテライト・ディズニー、J SPORTS、マルチメディア放送のmmbiも民放連に加盟した。またTwellV（2015年10月1日にBS12 トゥエルビに呼称変更）も前述の方針を転換して、2015年4月1日に民放連に加盟した。
さらに、NHKでもオリンピックやサッカーワールドカップを放送できるのは、放送権の関係で原則日本国内向けの放送に限られ、海外向けのテレビ国際放送（NHKワールドTV/NHKワールド・プレミアム）では、他国の独占放送権を持っている放送事業者への配慮と放送権上の制約からニュースとしての放送も含め一切放送ができない。そのため、国際放送向けには同時放送の場合は静止画の蓋かぶせで対応をとるが、オリンピックの場合は災害・地震などの重大なニュースがない限り、ほぼすべてのニュース番組が時差放送となるため、国際放送向けに独自のハイライト番組を編成し、その中で一定時間内の条件付で競技映像が放送される（オープニングの映像フォーマットは国内向け放送と同じ）。一方、サッカーワールドカップはオリンピックに比べて時差放送されるニュース番組は少なく、通常通り国内同時放送を行った上でかぶせ放送の対応をとることがほとんどであるが、日本代表が出場する試合に限り、試合終了から一定時間内の条件付でニュース番組内での試合映像の放送が可能となっている。また、ラジオ国際放送であるNHKワールド・ラジオ日本でもオリンピックやサッカーワールドカップの放送は一切できないが、こちらは開催期間中でも、ニュース番組の国内同時放送は通常通り行われ、ニュースとしての中継音源もそのまま放送される（ただし、2008年北京オリンピックと2010年バンクーバーオリンピックではニュース番組の同時放送のほか、競技の模様もすべての時間ではないが、日本語放送を行う一部の時間帯で同時放送された）。
また民放連加盟局の系列であってもCSテレビ（スカパー!等）のTBSニュースバード、朝日ニュースター（テレビ朝日直営は2012年4月から）、フジテレビTWO（2012年3月でニュース番組の時差放送を打ち切り）などで放送されるニュース系統の番組において、オリンピックやサッカーワールドカップの中継映像は放送権の都合上放送されず、当該項目のものは自主差し替え、あるいは音声のみはそのまま放送して、映像だけを「著作権の都合上映像はお送りできません」という表示に変更する場合もある（過去には差し替えなしでそのまま放送されたケースもある。現在は民放連加盟局直営のCS放送ではそのまま放送されるケースが多い）。
1999年には、日本テレビ系列の静岡第一テレビがCM未放送問題を起こした一件により民放連から除名されたが、翌年、シドニーオリンピックの開幕を直前に控え、条件付きながら民放連復帰を果たした。これは、除名処分を継続した場合、静岡県の他の民放テレビ局3局は、日本テレビが放送権を獲得した競技の振替放送がネットワークの拘束によりできず、このままでは当該競技が静岡県で見られなくなる事態が懸念されたからである。
また、2007年4月19日には、フジテレビ系列の関西テレビが放送番組の内容捏造問題を起こした一件から、（前述した静岡第一テレビに次いで）民放連通算2例目の除名処分となった。これにより、近畿広域圏でフジテレビが放送権を獲得した競技が見られないという事態が懸念されていたが、前述の静岡第一テレビの民放連復帰の件と同様、番組編成などの理由で独立局を含む他の近畿地方の放送局がフジテレビ制作の北京オリンピック中継を振替放送するのは難しいことから、関西の民放連加盟全18局は関西テレビの民放連一時復帰を提案した。そして約1年後の2008年4月17日、民放連は緊急理事会で関西テレビの条件付き再入会を認める事を決定し、関西地方でのフジテレビ制作の北京オリンピック中継が見られなくなる事態が回避された。

#### ラジオ
2012年のロンドンオリンピックでは、民放ラジオ局では同時ネットの生中継の義務づけが廃止され、各局で中継するかどうかを決めることができるようになったことからオリンピック中継を行わない放送局が相次いでいる。そのため地域によってはNHKラジオ第一しか放送されない地域も多い。サッカーについては在京局を中心に放送されているが、それでもネットする局が少ない状況である。ロンドンオリンピックの場合、民放連では開催前の7月前半に9時 - 正午前と午後 - 夕方に各局ごとにミニ番組を2本、大会期間中毎日7時台・8時台・17時台（日によっては16時台もしくは18時台にずれる場合もあり）でそれぞれ各局ごとにミニ番組を3本制作しているが、これしかネットしていない局も多い。
2016年のリオデジャネイロオリンピックでも民放AM・FMの同時ネットの生中継の復活は見送られ、オリンピック中継を行わない放送局が相次いでいる。そのため、地域によってはNHKラジオ第一しか放送されない地域も多い。また、開催中にさらに重要な平和祈念式典の中継を優先するため、一部の時間のNHKラジオでの中継はNHK-FMで放送されることとなった。そのためNHKでの高校野球中継も時間によりラジオ第一だったり、FMだったりと流動的となった。サッカーについては在京局を中心に放送されていたが、男子がグループリーグを突破できず、女子もアジア地区最終予選を通過できなかったため出場できず、ネット局が少なかった。男女マラソンの中継も任意ネット状態が変わらず各放送局の判断に任せられている。
2021年開催の東京オリンピックは男子マラソンのみ民放AM・FMの同時ネットが復活した。しかし、女子マラソンは当初の開催日から変更された関係で民放全社の同時ネットは見送られた。なお、サッカーについては在京局を中心に放送されていた。野球についてはニッポン放送が全試合実況生中継した他、文化放送でも決勝トーナメントより中継を実施した。ミニ番組は週末のみ7月頭から朝から午前中と、午後から夕方に2-3分程度で月-金曜は7月19日頃より朝ないし午前中と午後から夕方に5分程度でインフォメーションを大会中平日は朝ないし午前中と昼または午後もしくは夕方にリポートを10分間、夜にハイライトを10分間、週末は朝ないし午前中と午後 - 夕方のレポートが各5分ずつ、夜ないし深夜にハイライトを5分それぞれ放送したが放送時間は各局によりばらつきがあった。また、大会後にも2020東京オリンピック大会を振り返る1時間特番を各局で放送した。なお、2020東京パラリンピック大会のラジオ放送についてはNHKでテレビ・ラジオを通じて放送する事になっているが、民放では競技種目の放送やハイライト番組を行うかは明らかにされていない。
2022年のFIFAワールドカップカタール大会はジャパンコンソーシアムでの放送権取得を断念したため、NHKのみが日本代表戦の実況中継を実施。第1戦・第3戦はラジオ第一で、第2戦はNHK-FMで放送した。
2024年のパリオリンピックはNHKではテレビ・ラジオを通じて放送するが、今大会の民放ラジオでの放送予定（試合ハイライトや大会直前情報を含めた特設編成枠）はサッカー競技を除き中継予定はないことがNHKのメディア総局長が2024年6月に行った定例会見で明らかにし、冬季五輪と同じようにNHK放送センター所属のスポーツアナウンサー、及び一部の種目は専門解説者による解説のみとなった。

### サイマル放送
ジャパンコンソーシアムが関与しているスポーツ中継においては、一部の主要競技を地上波の民放テレビ局とNHK BS1でサイマル（同時）放送するケースも少なくない。そのため、中継の途中でVTRやコマーシャルなどにより中断されることを嫌って、NHKを選択する視聴者が多いため、TBSテレビアナウンサーの安住紳一郎が同時放送について批判したことがある。また、2010年のFIFAワールドカップではNHKが衛星第1テレビ（当時）とテレビ朝日が同時中継する日本戦を告知する際にNHKアナウンサー（当時）の神田愛花が「（NHKでは）コマーシャルはありませんからね」と発言し、これを問題視した日本民間放送連盟の抗議により、「配慮に欠ける発言があった」と後日の放送で謝罪した事例がある。